# فالمیروویتسه
فالمیروویتسه (به لهستانی:  Falmirowice) یک روستا در لهستان است که در گمینا خژانستوویتسه واقع شده‌است.